# Kutara lucidicosta
Kutara lucidicosta är en insektsart som beskrevs av Walker 1870. Kutara lucidicosta ingår i släktet Kutara och familjen dvärgstritar. Inga underarter finns listade i Catalogue of Life.